# Masayuki Nakagomi
Masayuki Nakagomi (født 17. august 1967) er en tidligere japansk fodboldspiller.
Han har spillet for flere forskellige klubber i sin karriere, herunder Avispa Fukuoka.